# پالس (فیزیک)

حرکت یک پالس در ریسمانی که دو سر آن ثابت است. مدل نمایش داده شده با استفاده از معادله موج بدست آمده‌است.

تپ یا پالس در فیزیک، یک مشکل تنها است که از طریق یک رسانه از یک نقطه به نقطه دیگر حرکت می‌کند.

## بازتاب پالس
فرض کنید یک پالس از یک رسانه تولید می‌شود. شاید از داخل یک طناب یا از یک اسلینکی. چه اتفاقی می‌افتد آیا به این بستگی دارد که رسانه در فضا ثابت است یا این که آزاد حرکت کند. از سوی دیگر، اگر به انتهای ریسمان یک چوب بسته باشد و آزاد به حرکت رو به بالا یا پایین باشد وقتی که پالس به انتها ریسمان می‌رسد گفته می‌شود پالس در حال نزدیک شدن به، ته آزاد است.

### ته باز
در این حالت، پالس از نظر جا به جایی، مشابه قبل از بازتاب، بازمی‌تابد و برمی‌گردد. این بدین معناست که پالس با یک جا به جایی به سمت پایین بازتاب می‌شود و دوباره به همان حالت جابه جایی رو به بالا بر می‌گردد.

### ته بسته
پالس به جهت مخالف جا به جایی بازتاب می‌شود و بر می‌گردد. در این مورد، گفته می‌شود پالس معکوس است. این بدین معناست که پالس پس از جابه جایی به سمت بالا به سمت پایین بر می‌گردد و بازتاب می‌شود.

### پالس در الکترونیک
به‌طورکلی پالس یک سطح از ولتاژ است که همیشه ثابت نیست. به‌عبارت‌دیگر، در یک مدار تغییرات موجود در سطح ولتاژ، پالس نامیده می‌شود.